# Potok

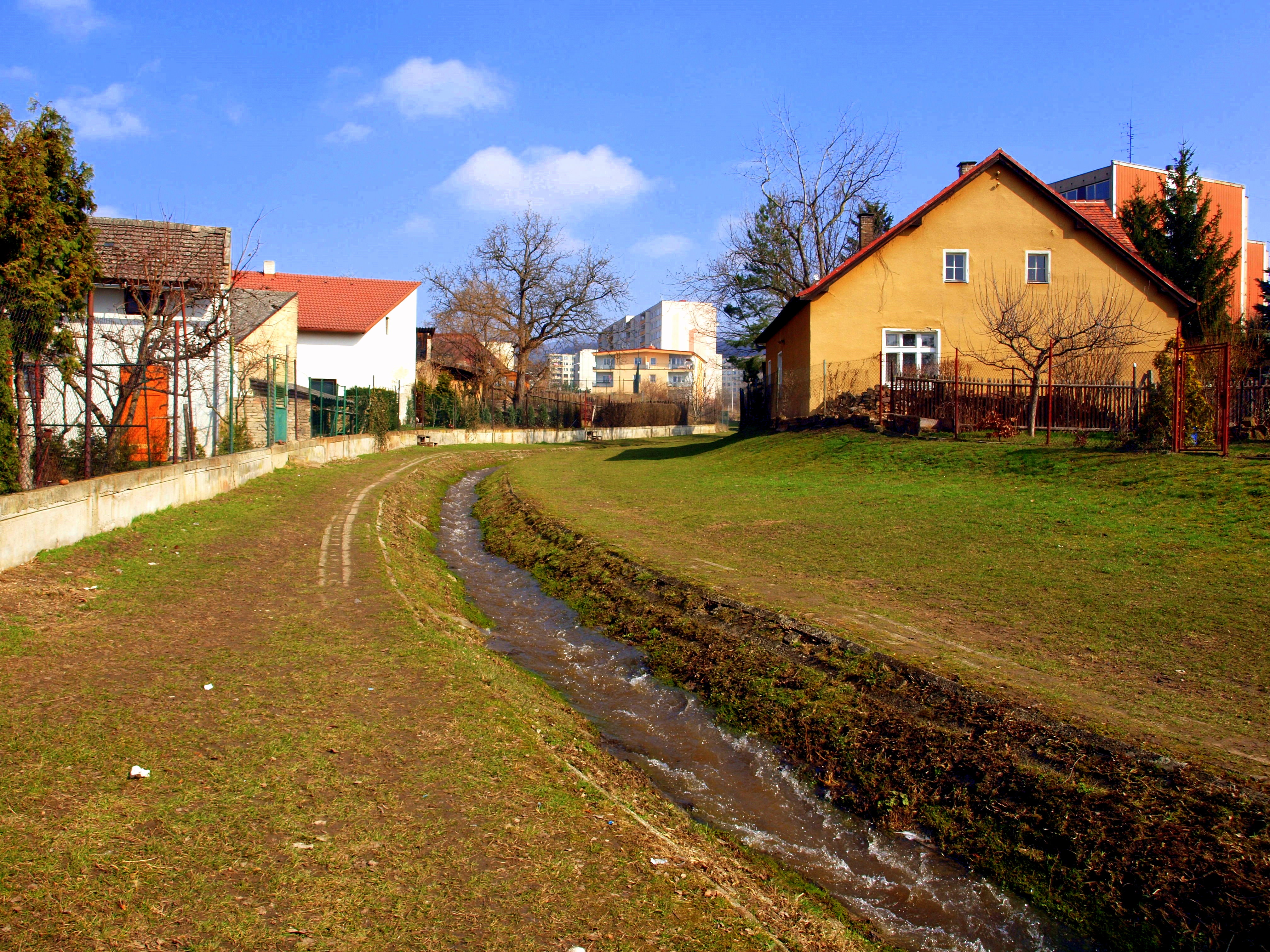
Pokratický potok u Družby, obchodního centra Pokratic.

Potok je přirozený vodní tok. Mívá menší délku, rozlohu povodí a průtok než říčka nebo řeka. Obvykle teče stále a plynule, ale může se stát, že v letních měsících vysychá. Místo, kde potok vyvěrá na povrch, se nazývá pramen. Potoky mohou tvořit přítoky řek nebo ústit v jezerech, mořích či oceánech. Nemusí téct vždy pouze po povrchu, ale mohou část svého toku vést i pod zemí.

## Lingvistika
Slovo potok pro označení malého vodního toku se používá v některých evropských zemích, kde se mluví slovanskými jazyky (Česko, Slovensko, Polsko, Srbsko, Chorvatsko, Severní Makedonie, Slovinsko). V těchto zemích je pak součástí vlastního jména daného vodního toku, pokud je vlastní jméno složené z přídavného jména a slova potok (Potok).
Maďarština převzala slovanské slovo potok v témže významu v podobě patak. 
Prudký potok se označuje jako bystřina, archaicky ručej, v moravskoslovenské nářeční oblasti (a na Slovensku) ráztoka.

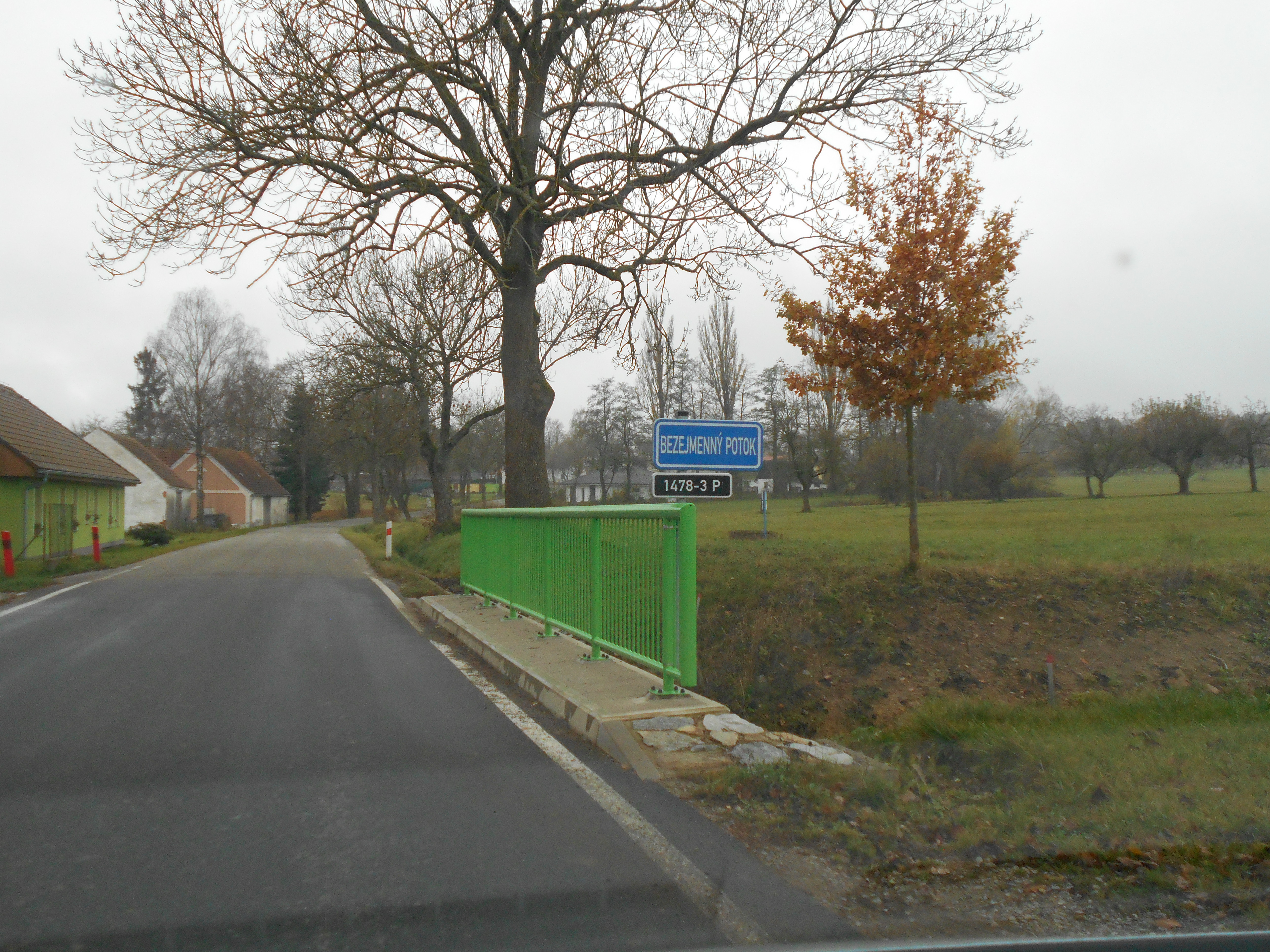
Mnohé potoky jsou pojmenovány po vesnicích, kterými protékají, v některých případech má potok více jmen. Opakem je označení „Bezejmenný potok“